# 다카모리촌
다카모리촌(多加森村)은 아이치현 니와군에 설치되었던 촌이다. 현재의 이치노미야시에 해당한다.